# Ронки Даво Бонфадина (Бреша)
Ронки Даво Бонфадина је насеље у Италији у округу Бреша, региону Ломбардија.
Према процени из 2011. у насељу је живело 37 становника. Насеље се налази на надморској висини од 63 м.